# Farkas Árpád (író)
Farkas Árpád (Siménfalva, 1944. április 3. – Sepsiszentgyörgy, 2021. február 7.) Kossuth-díjas erdélyi magyar író, költő, műfordító. A Magyar Művészeti Akadémia tagja (2005).

## Élete
Középiskolai tanulmányait Székelyudvarhelyen végezte, majd a Babeș-Bolyai Egyetemen magyar szakos tanári oklevelet szerzett. Az 1960-as évek elején a Gaál Gábor Irodalmi Kör tagja Kolozsvárt. A napilapok és folyóiratok 1963 óta közlik verseit és irodalmi publicisztikáját. Tanári diplomája megszerzése után 1968-ig Vajnafalván tanított, 1968-tól Sepsiszentgyörgyön élt, 1971-ig újságíró a Megyei Tükörnél, 1971–1975 között az Igaz Szó irodalmi lap munkatársaként dolgozott. 1975–1989 között a lap félállású munkatársa volt. 1990-től a Látó című irodalmi lap szerkesztője volt, 1993-tól 2010-ig a Háromszék című napilap főszerkesztője.

## Munkássága

Portréja az 1988-as Szép versek kötetben
(Kántor László felvétele)

Majdhogynem „rövidnadrágos víg kölyök”-ként fogadta be az irodalmi közvélemény, jóval bemutatkozó kötete, a Forrás második nemzedékének rangot adó Másnapos ének (1968) megjelenése előtt. Mestereit, József Attilát, Illyés Gyulát, a közvetlen példaképek közül Lászlóffy Aladárt és Kányádi Sándort még nem tagadhatná le, de már ekkor feltűnik rendkívüli képteremtő ereje, lírájának népköltészetre emlékeztető tárgyias egyszerűsége, tisztasága, emberközeli melege s ugyanakkor mívessége. Első verseinek alaphangját a feltétlen hit, bizalom adja önmaga, nemzedéke és a társadalom iránt; Így című ars poeticájában írja: 

„
Szedd össze magad, indulj. Kezed ügyében minden: a táj, a bot meg ez a mitikus keleti szél. Legfennebb megcsusszansz még egyszer a szakadékok széleinél.”

 A táj, a szülőföld, a székely népélet és néphagyomány elkötelező erővel hatnak írásaira, de felül tud emelkedni az etnográfiai külsőségeken, a regionalizmuson („Mifelénk a suvadásos dombok / a férfiakban éjjel mélyre szállnak”).

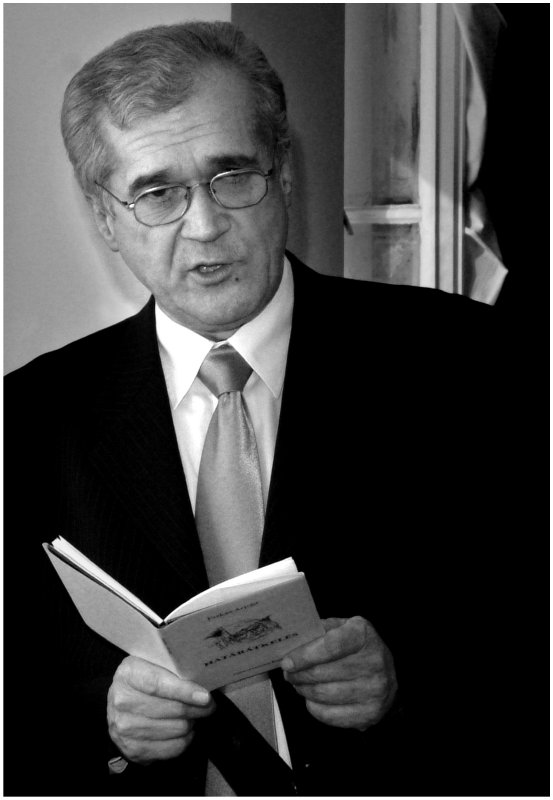
2004-ben
(Hlavathy Károly felvétele)

Kérlelhetetlen tisztaságigénye (Cipőfűzőárus, Jó férfiak) második kötetében, a Jegenyekörben (Kolozsvár, 1971) már jelentős valóságismerettel társul, megőrzött eszményeit a megvalósítás lehetőségével szembesíti. Nemzedékéből ő vállalja a legkövetkezetesebben a nemzetiségi költő szerepét, földközelben, de mítosztalanul, megismerve „Európa kivilágított ablakai”-t is. Irodalmi igényű publicisztikája (főképp A Hét és az Igaz Szó hasábjain) ugyanerről tanúskodik. Legjobb verseiben plebejus valóságszemlélete és határozott történelmi érzéke formateremtő erővé válik; a puritán leírásokból kihull minden fölösleges cifrázat, a realista képsor pszichológiai dimenziót nyer, gondolatilag kiteljesedik, mint például kiemelkedően szép prózaversében, a Mikor az öregemberek mosakodnak kezdetűben: „úgy mosakodnak az öregemberek, mintha háromnegyed század szennyét kellene magukról lemosniuk, mint akik mindig tisztán szerettek volna élni, friss törülközés utáni hangulatban”. A Jó férfiak igazságkereső ifjú poétája már átérzi az idősebbek átélte mély tragikumot, s hivalkodásmentes emlékművet állít a sokféle kísértéssel megkísértett, tisztaságra vágyó embernek. Alagutak a hóban című újabb verskötetét (1979) elégikus hangulat lengi be, s elődök példáját, kortársak útját kíséri végig, magyarázatot, megoldást keresve egy átmeneti kor dilemmáira.
Beke Györggyel, Fodor Sándorral és Kovács Györggyel közös riportkönyvében (Bővizű patakok mentén, 1972) a költő prózában fogalmazza meg erkölcsi magatartás-elvét: "Én régóta úgy igyekszem szelídséggel bebútorozni magam, hogy gondjaim ne bántsák azokat, kik segíteni – helyzetüknél fogva – tehetetlenek, akiknek meg ehhez hivatalt adtak s hivatást, azokat – bántsák!" (Gyalogolni kell). Válogatásában jelent meg a Szeretni tehozzád szegődtem című antológia (200 magyar szerelmes vers, 1972); Ion Vinea Árnyékok malma című verseskötetének egyik fordítója (1976).
Avaron című versét megzenésítette Csutak István (Művelődés 1978/1).

## Művei
- Másnapos ének. Versek; Irodalmi Kiadó, Bukarest, 1968
- Jegenyekör. Versek; Dacia, Kolozsvár, 1971
- Bővízű patakok mentén (riportkönyv); Beke Györggyel, Fodor Sándorral és Kovács Györggyel); Kriterion, Bukarest, 1972
- Alagutak a hóban. Versek; Kriterion, Bukarest, 1979
- Asszonyidő. Publicisztikai írások; Kriterion, Bukarest, 1983
- A befalazott szószék; Magvető, Budapest, 1985
- A szivárgásban. Versek; Püski, Bp., 1991
- Bolhalakodalom, Pallas Akadémia, Csíkszereda, 1998, ISBN 9739287441
- Erdélyi asszonyok. Versek, 1980–2000; Pallas-Akadémia, Csíkszereda, 2000
- Határátkelés; Pallas-Akadémia, Csíkszereda, 2004
- Ecce poeta! Farkas Árpáddal beszélget Benkei Ildikó; Kairosz, Bp., 2005 (Magyarnak lenni, 6.)
- Válogatott versek; vál., szerk. Fekete Vince; Hargita, Csíkszereda, 2012 (Székely könyvtár) ISBN 9789737625434
- Ostorzúgásban ének. Egybegyűjtött versek; Előretolt Helyőrség Íróakadémia–Kárpát-medencei Tehetséggondozó Nonprofit Kft., Bp., 2019
- Nem ilyen lovat akartam. Esszék, glosszák, tárcák, interjúk, riportok; Előretolt Helyőrség Íróakadémia–Kárpát-medencei Tehetséggondozó Nonprofit Kft., Bp., 2020

## Műfordításai
- Ion Bănuă: A Sátán könnye. Versek; ford. Csiki László, Farkas Árpád; Kriterion, Bukarest, 1983 (Román költők)
- Ion Vinea: Árnyékok malma. Válogatott versek; ford. Farkas Árpád, Király László, utószó Mircea Vaida; Kriterion, Bukarest, 1976
- Ana Blandiana: Valaki engem álmodik, 1985
- Adrian Popescu Világ porán át, 1990
- Marin Sorescu: Papírorkán, 1987

## Díjai, kitüntetései
- 1971, 1979 – a marosvásárhelyi Írói Egyesület díja
- 1985 – a Román Írószövetség prózadíja
- 1989 – SZOT-díj
- 1991 – a Magyar Művészeti Alapítvány díja
- 1993 – József Attila-díj
- 1995 – Petőfi Sándor Sajtószabadság-díj
- 1998 – Berzsenyi-díj
- 2002 – Balassi Bálint-emlékkard
- 2005 – A Magyar Köztársasági Érdemrend középkeresztje
- 2016 – Magyarország Babérkoszorúja díj
- 2018 – Kossuth-díj
- 2020 – Hit és hűség díj
- 2020 – Széchenyi-örökség Okmánya[3]